# Fatuba'A
Fatuba'A is een bestuurslaag in het regentschap Belu van de provincie Oost-Nusa Tenggara, Indonesië. Fatuba'A telt 1244 inwoners (volkstelling 2010).